# Carl von Campe
Carl von Campe (* 16. April 1894 in Hildesheim; † 8. September 1977 in München) war ein deutscher Politiker der Deutschen Partei.

## Leben

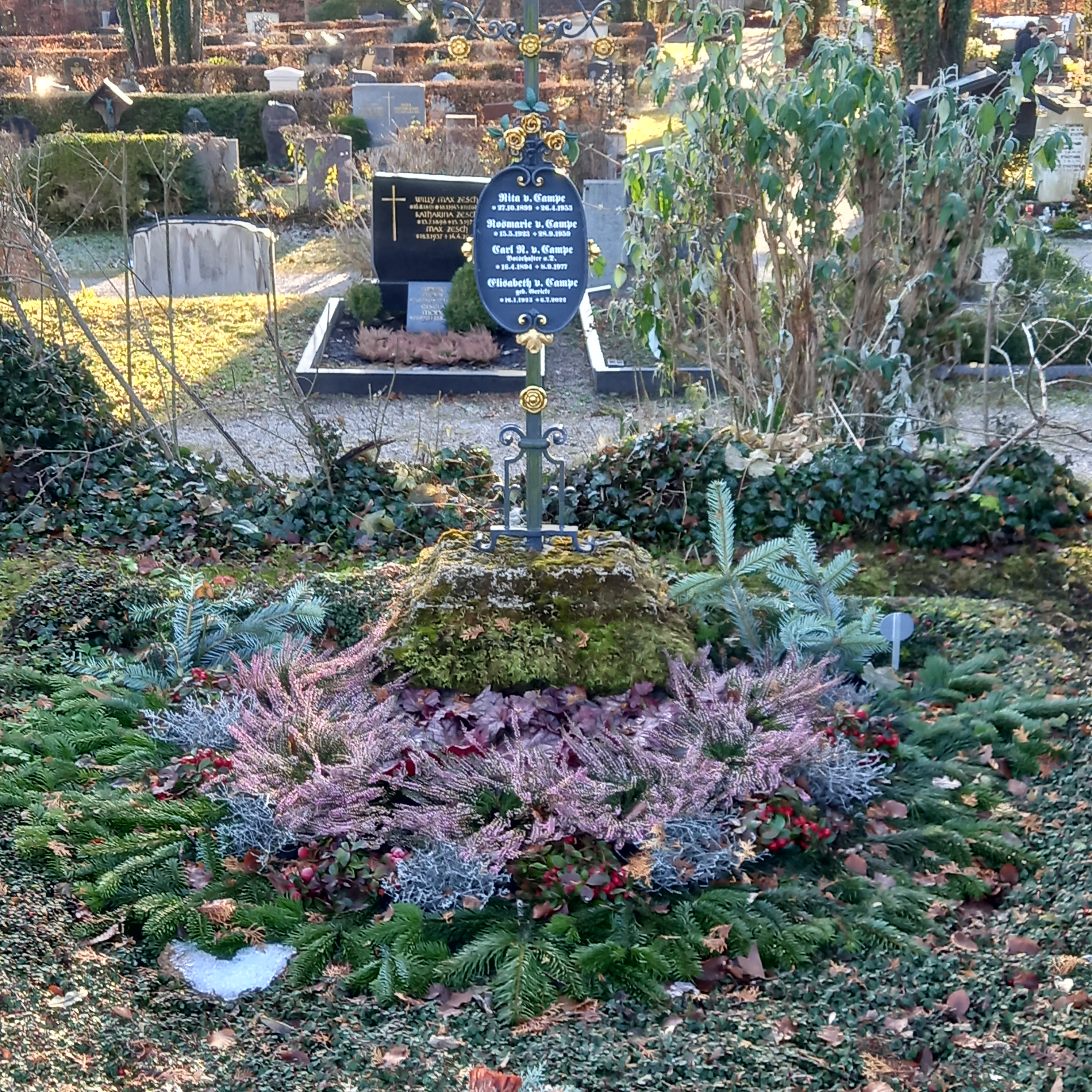
Das Grab von Carl von Campe und seiner Ehefrau Elisabeth geborene Gericke auf dem Neuen Friedhof in Tutzing

Von Campe, Sohn des preußischen DVP-Landtagsabgeordneten Rudolf von Campe, trat 1921 in den Diplomatischen Dienst ein und wurde bis 1940 auf verschiedenen Auslandsposten verwendet, bevor er anschließend bis zum Kriegsende im Auswärtigen Amt in Berlin eingesetzt wurde. Zum 1. Dezember 1940 trat er der NSDAP bei (Mitgliedsnummer 8.128.080). Über seine Entnazifizierung ist nichts bekannt.
Von Campe war 1948 und 1949 Mitglied im Wirtschaftsrat der Bizone. Er gehörte dem Deutschen Bundestag vom 23. Januar 1950, als er für seinen verstorbenen Parteifreund Friedrich Klinge nachrückte, bis zum 8. Januar 1952 an. Er legte sein Mandat nieder, um erster Botschafter der Bundesrepublik in Chile zu werden. Von 1950 bis 1952 war von Campe zudem Mitglied der Parlamentarischen Versammlung des Europarates. 1952 wurde er Botschafter der Bundesrepublik Deutschland in Chile. 1959 trat er in den Ruhestand.

## Weblink
- Eintrag In: Gerhard Köbler: Wer war wer im deutschen Recht (Online-Version)